# Заболотовцы
Заболотовцы (укр. Заболотівці) — село в Жидачовской городской общине Стрыйского района Львовской области Украины. Население села составляет 733 человека.
Село Заболотовцы расположено в 8 километрах на юго-восток от Жидачова. По северной окраине протекает речка Бережница, в её долине и расположено село. Статистические данные — общая площадь 1041 га, из неё пахатной земли 146,72 га, леса — 125,44 га; сельская — 439,04 га, леса нет: Число домов 1931 год — 210.

## История

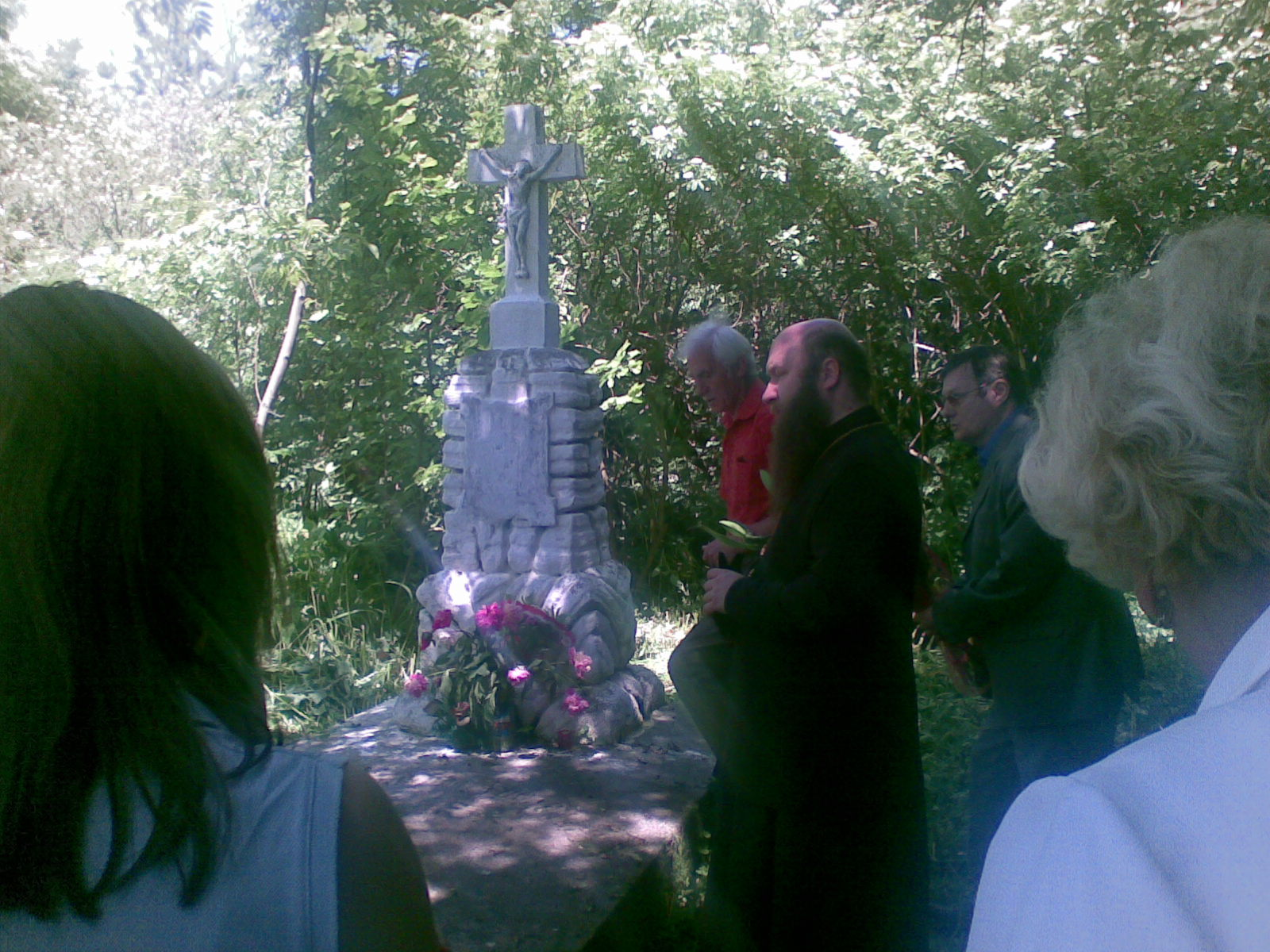
Надгробие о. Иоанна Савюка, основателя памятника А. С. Пушкину в 1907 году в селе Заболотовцы

Население в 1890 году — 860 грекокатоликов,75 латинян (римокатоликов),18 иудеев.1909/10 года — 1 290 грекокатоликов, 31 латинян, 21 иудеев.
Школа в Заболотовцах была уже в XIX веке. В 1909 году с украинским языком обучения.
Церковь в Заболотовцах Чуда Св. Арх. Михаила, каменная, построена в 1869 году. Приходским священником с 1909 г. по 1914 г. был о. Иоанн Савюк. С 1919 года был назначен Александр Лебедович. Патронат Львовской капитулы латинского обряда.
Общества: в 1909 г. Церковное Братство,150 чел., в 1935 г. — Братство Свечечное,112 чел., Братство Пресвятых Тайн, 36 чел.

## Достопримечательности

Памятник (бюст) А. С. Пушкину, второй по счёту в истории села

В селе находится памятник А. С. Пушкину, сейчас крупнейший на Львовщине.